# 伊万·伦德
伊万·伦德（英語：Ivan Lund，1929年5月13日—1992年4月9日），澳大利亚男子击剑运动员。他曾代表澳大利亚参加1950年、1954年、1958年和1962年大英帝国和英联邦运动会击剑比赛，获得三枚金牌、六枚银牌和四枚铜牌。